# Тею (Хунедоара)
Тею (рум. Teiu) — село у повіті Хунедоара в Румунії. Входить до складу комуни Лепуджу-де-Жос.
Село розташоване на відстані 325 км на північний захід від Бухареста, 31 км на захід від Деви, 129 км на південний захід від Клуж-Напоки, 99 км на схід від Тімішоари.

## Населення
За даними перепису населення 2002 року у селі проживали 227 осіб, з них 225 осіб (99,1%) румунів. Рідною мовою 225 осіб (99,1%) назвали румунську.